# Flandre Air
"Simplifiez vous les voyages" (1988)

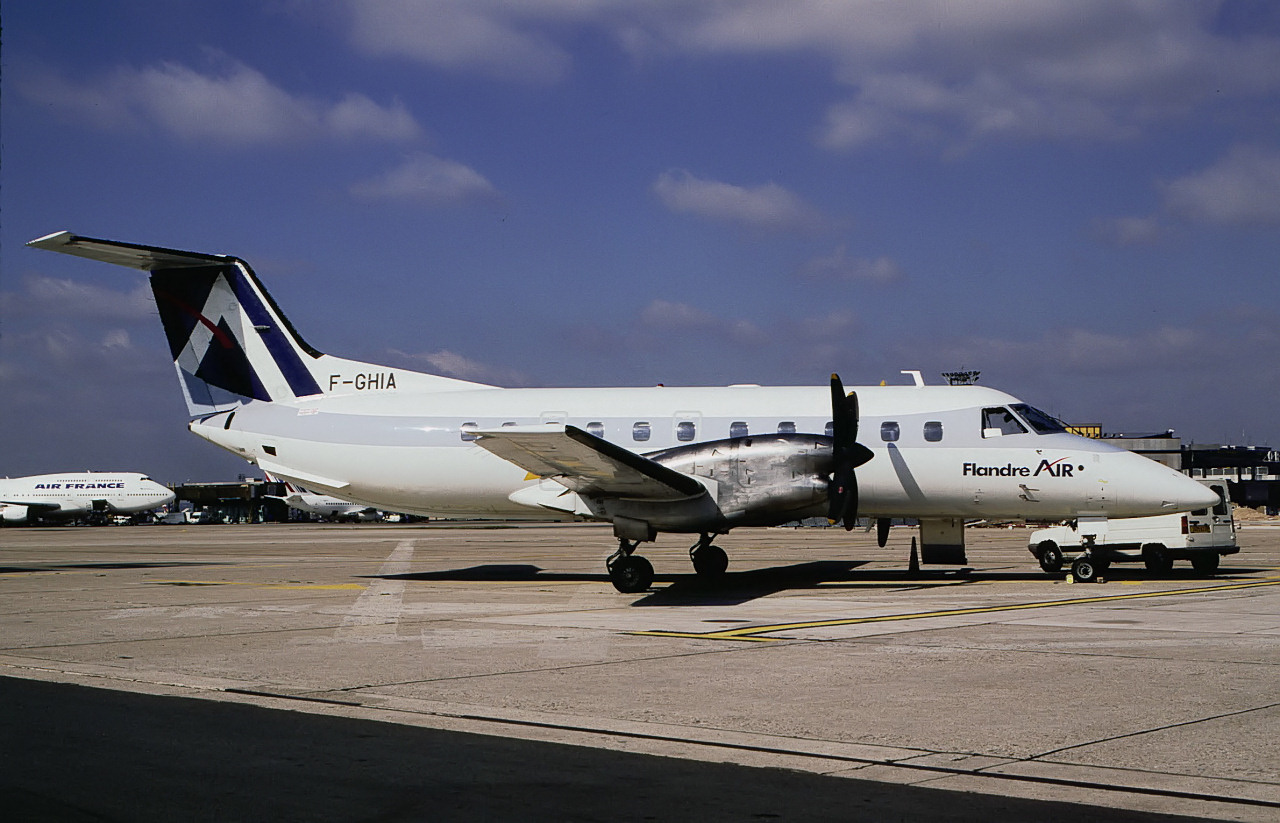
Embraer 120 de Flandre Air

Flandre Air (code IATA : IX ; code OACI : FRS) est une ancienne compagnie aérienne française qui effectuait des liaisons régionales. Elle était basée à l'aéroport de Lille - Lesquin.

## Histoire
- 1977 : le 1er avril[2], création de Flandre Air comme compagnie charter.
- 1985 : Premier vol régulier entre Lille et Metz.
- 1989 : Flandre Air Service[3] exploite les lignes Lille - Metz et Lille - Rouen alors que Flandre Air International exploite les lignes Lille - Francfort et Metz - Francfort[4].
- 1991 : La compagnie enregistre un chiffre d'affaires de 36,3 millions de francs dont 28 millions pour le transport à la demande et une perte de 200 000 francs[5]. Flandre Air dispose alors de 11 avions au 30 juin 1992, de 6 lignes régulières en 1991 et 7 au 1er semestre 1992 avec un effectifs de 65 personnels dont 35 personnels navigants. Le taux de remplissage des avions était de 47% pour 21 000 personnes de transportées[5]. Elle ouvrira la ligne Rennes - Lille en 1991 puis Rennes - Mulhouse à la demande de Citroën en 1992, puis Rennes - Strasbourg en 1996, suivi de Rennes - Montpellier et un projet de Rennes-Bruxelles. Elle fera de Rennes sa principale base avec 18 employés et 8 lignes au départ de l'Ouest de la France sur les 17 lignes, Brest et Lorient faisant également parties des destinations de la compagnies (Lorient - Lille, Lorient -Strasbourg - Mulhouse en 1995 en Beech 1900)[6].

- 1995 : Flandre Air est la 6e compagnie régionale française. Elle compte 125 salariés dont 70 navigants et dispose d'une flotte de 14 aéronefs (Beech 1900 C/D, Beech 200 et Embraer Brasilia). Elle exploite 15 lignes en pavillon propre et 7 affrétées (pour TAT uniquement)[7]. Elle affiche un chiffre d'affaires 1995 de 123 millions de francs dont 54% reparti de 54% d'affrètement de TAT, 35% en lignes propres et 6% de transport à la demande maintenance[7]. Le président est Luc Delesalle, Flandre Air est une filiale de Flandre Air Développement[7].
- 1996 : Elle ouvre Aurillac- Paris et Lille - Clermont Ferrand. Flandre Air exploite 17 lignes au départ de Lille, Rennes et Mulhouse[8].
- 1997 : Flandre Air est la compagnie de lancement du jet Embraer RJ-135. La principale base de Rennes représente 35 000 passagers[9].
- 1998 : Flandre Air signe un accord de franchise avec Air Liberté qui devient effectif à partir de janvier 1999.
- 1999 : Jean-Paul Dubreuil, PDG de Regional Airlines annonce en avril qu'il s'apprête à prendre 34 % du capital de Flandre Air mais l'opération n'a jamais abouti[10]. C'est Proteus Airlines qui achète la compagnie avec l'aide financière d'Air France[11]. Cette dernière travaille essentiellement pour Air France.
- 2000 : Proteus Airlines et Flandre Air sont toutes deux regroupée sous le nom Proteus Airlines[12] et passe sous actionnariat du groupe Dubreuil et Regional Airlines[13] qui est également une compagnie dont Air France est actionnaire[11].
- 2001 : Flandre Air, Flandre Air Service (sa filiale de maintenance), Proteus Airlines et Régional Airlines ont fusionné pour créer Régional (compagnie aérienne européenne)[14],[15], filiale d'Air France[16],[17], basée à Nantes, qui deviendra en 2013, HOP! Air France[18].